# Kyrsteniopsis iltisii
Kyrsteniopsis iltisii là một loài thực vật có hoa trong họ Cúc. Loài này được (R.M.King & H.Rob.) B.L.Turner mô tả khoa học đầu tiên năm 1997.